# Nowy Bór (Białoruś)
Nowy Bór (biał. Новы Бор; ros. Новый Бор) – chutor na Białorusi, w obwodzie brzeskim, w rejonie stolińskim, w sielsowiecie Struga, przy granicy z Ukrainą.
W dwudziestoleciu międzywojennym leżał w Polsce, w województwie poleskim, w powiecie stolińskim, do 18 kwietnia 1928 w gminie Terebieżów, następnie w gminie Wysock lub w gminie Stolin. Po II wojnie światowej w granicach Związku Sowieckiego. Od 1991 w niepodległej Białorusi.